# 外马路 (汕头)
外马路（英文：Waima Road，旧时以潮拼翻译为：Gwa-be Road），是中国广东省汕头市金平区的一条街道，东西走向。西起商平路，东至汕头市聿怀中学。全长2672米，路基宽18.3米到25米，双线四车道，混凝土路面。二十世纪八十年代以前，是汕头最长的主干道，于1924年开始铺路。是当年汕头埠临海的边缘马路，但现已离海有一段距离了，从外马路也可见证出汕头填海发展的历史。

## 历史
明朝嘉靖年间，在现天后宫与崎碌之间，海面上浮现出一条沙脊，后来随着汕头埠的繁荣，这条沙脊被开辟为道路，起初叫崎碌路，因这里是汕头埠临海的边缘，故起名为外马路。
1946年改称为中正路，中华人民共和国成立后又叫外马路，文革时期（1967年－1975年）一度称为东方红大道，直到1975年再次恢复原名。从二十世纪初至中国大陆改革开放之初的六、七十年间，外马路一直是汕头市区最宽最长的主干道，商业区，也是汕头的政治文化中心。

## 交会道路
- 民权路
- 同益路
- 博爱路
- 新兴路
- 大华路

## 主要建筑
- 汕头海关钟楼
- 汕头邮政局
- 外马路第三小学（岭东同文学堂旧址）
- 聿怀中学
- 汕头市第一中学
- 东江各属行政委员公署
- 汕头市东征军革命史迹陈列馆
- 存心善堂
- 若瑟堂（天主教汕头教区主教座堂）
- 汕头市西堂
- 恩典堂（原伯特利堂）
- 老妈宫
- 新华影院
- 汕头新华书店
- 汕头市人民检察院旧址
- 汕头市人民政府旧址
- 汕头图书馆旧址
- 北方大厦
- 向群百货
- 关帝庙
- 香园